# Labuť velká
Labuť velká (Cygnus olor) je velký vrubozobý pták z čeledi kachnovitých.

## Popis
- Délka těla: 145–160 cm
- Rozpětí křídel: cca 235 cm
- Hmotnost: 8–12,5 kg

Labuť velká patří mezi největší ptáky v Česku. Má dlouhé, bíle zbarvené tělo s krátkým ocasem, černýma nohama a dlouhým, štíhlým krkem, který nese při plavání buď vzpřímený, nebo mírně esovitě prohnutý. Zobák je oranžový s černým nehtem na špičce; u kořene přechází v černé ozobí s výrazným hrbolem, který je u samce viditelně větší než u samice (tento rozdíl je patrnější v období hnízdění).

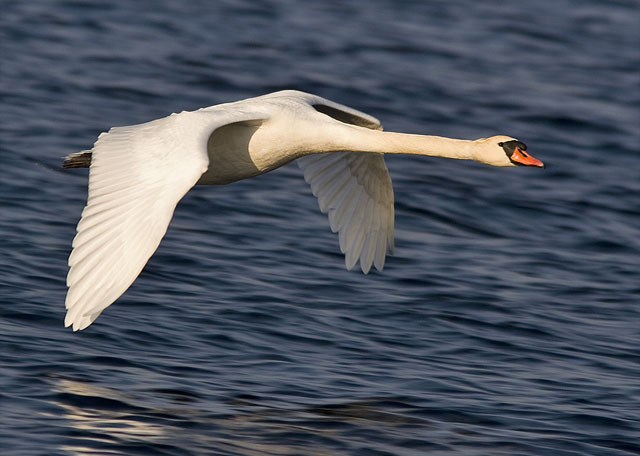
Letící labuť

Mláďata v prachovém peří jsou šedobílá, mladí ptáci jsou hnědošedí s šedým až šedorůžovým zobákem bez hrbolu. Labuť létá s pomalými údery křídel a nataženým krkem. Ve střední Evropě si ji lze splést s podobně velkou labutí zpěvnou (Cygnus cygnus), která má černožlutý zobák.

### Hlas

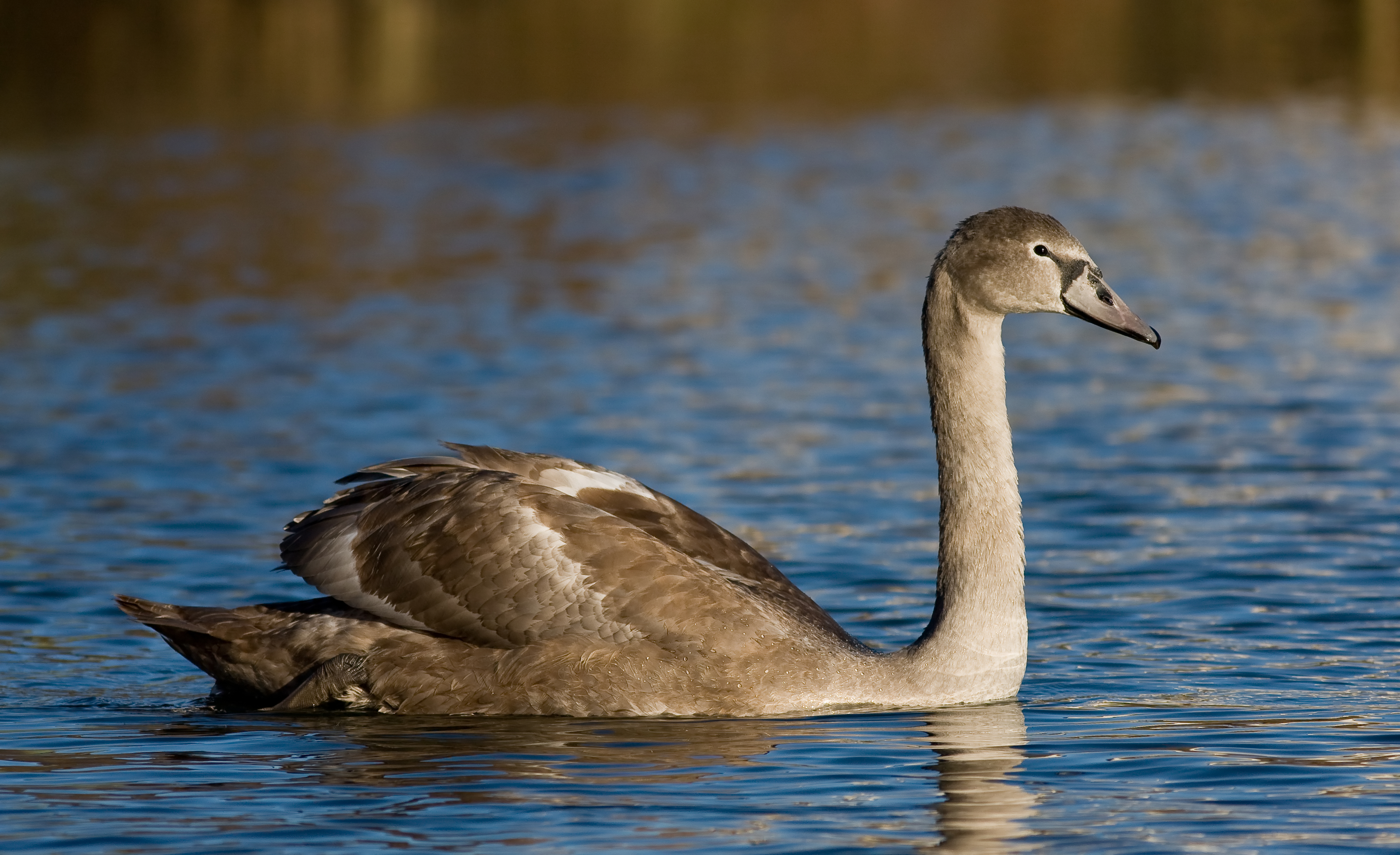
Mladý pták

Nijak výrazně se po celý rok neozývá, díky čemuž získala i svůj anglický název mute swan (v překladu němá labuť). Výjimkou jsou rytmické, svištivé zvuky, které vydávají křídla za letu. Při obraně teritoria labuť syčí, což je obvykle doprovázeno esovitým prohýbáním krku a máváním křídel. Dospělci někdy vydávají nepříliš hlasité syčivé nebo štěkavé zvuky, někdy v osamělosti při hledání partnera zapojují hlasitější volání, připomínající křik racků. Mláďata se ozývají tichým pípáním.

## Rozšíření
Labuť velká obývá stojaté i pomalu tekoucí vody na velkém území Evropy a v mírných oblastech v rozmezí od východní, severní až po západní Asii. Postupem času byla vysazena také v Austrálii, na Novém Zélandu, Islandu, Faerských ostrovech, v jižní Africe a ve Spojených státech amerických. Současná žijící populace je stále početná – čítá zhruba 600–620 tisíc jedinců. Labuť je částečně tažný pták; evropské populace migrují především do severní Afriky, asijské do střední a jižní Asie.

### Výskyt v Česku
V České republice se labuť velká chovala nejprve jako okrasný pták v zámeckých parcích a ve volné přírodě se vyskytovala jen velice ojediněle. Během druhé poloviny 20. století se začala výrazně šířit a na několika místech vytvořila nové populace. Počátkem 21. století hnízdilo na českém území pravidelně zhruba 600–700 párů; známé hnízdiště je například v Praze na nábřeží kolem toku řeky Vltavy. V posledních letech se její početnost v Česku mírně zvyšuje.

## Chování
Mimo období hnízdění, kdy žije labuť velká spolu se svým partnerem, se shromažďuje do menších hejn, která se během tahu seskupují.

### Potrava
Labuť velká se živí zejména vodními rostlinami a rostlinami rostoucími na březích (Elodea canadensis, Myriophyllum, Ceratophyllum, Potamogeton, Lemna, Spirodela, Glyceria, Juncus, Phragmites, Fontinalis antipyretica, Phalaroides arundinacea). Občas si jídelníček zpestří také starým pečivem a dalšími zbytky potravy, které jí lidé házejí do vody. V malé míře se živí živočišnou potravou, jako jsou různí plži, mlži a hmyz, výjimečně zkonzumuje i malou rybu.

### Hnízdění

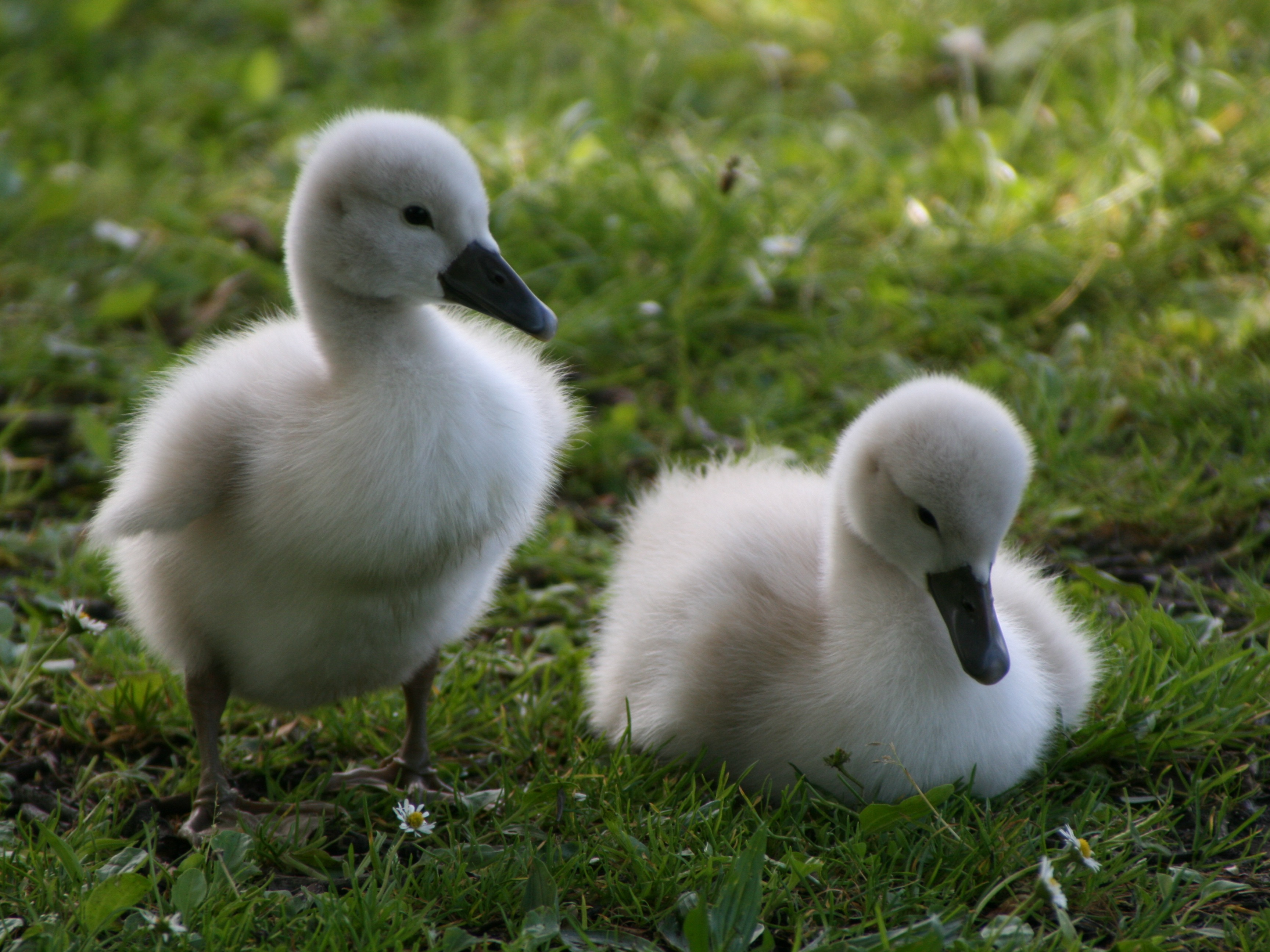
Mláďata v prachovém peří

Na rozdíl od příbuzné labutě černé (Cygnus atratus) jsou samci v období rozmnožování silně teritoriální a bojují spolu. Opravdovou podívanou jsou velice složité námluvy trvající obvykle jen několik minut, při kterých se obě pohlaví zvedají nad vodu, máchají křídly, roztahují ocasy, kroutí krkem a vzájemně se o sebe třou.
Velké hnízdo z proutí a rákosu staví na okrajích jezer, rybníků a na březích tekoucích vod. Samice do něj klade obvykle na přelomu března a dubna 5 až 7 zelenavých vajec o velikosti 112 × 75 mm. Na vejcích sedí především samice, samec zatím střeží okolí a na hnízdě ji zastupuje pouze ve chvíli, kdy si samice hledá potravu. Inkubační doba trvá zhruba 35–38 dní. Nekrmivá mláďata poté doprovázejí oba rodiče 4 až 9 měsíců.

## Galerie

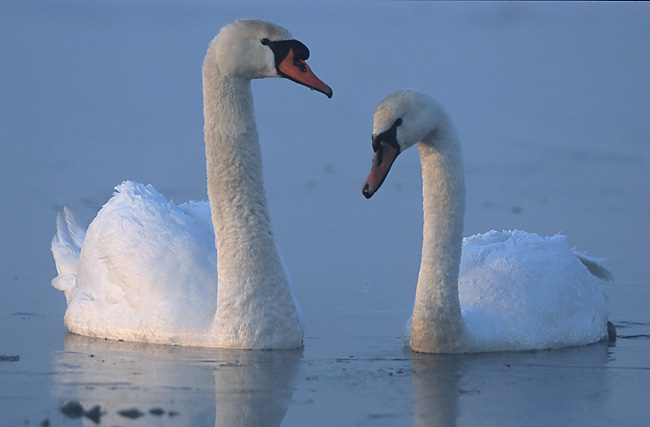
Samec (vlevo) a samice
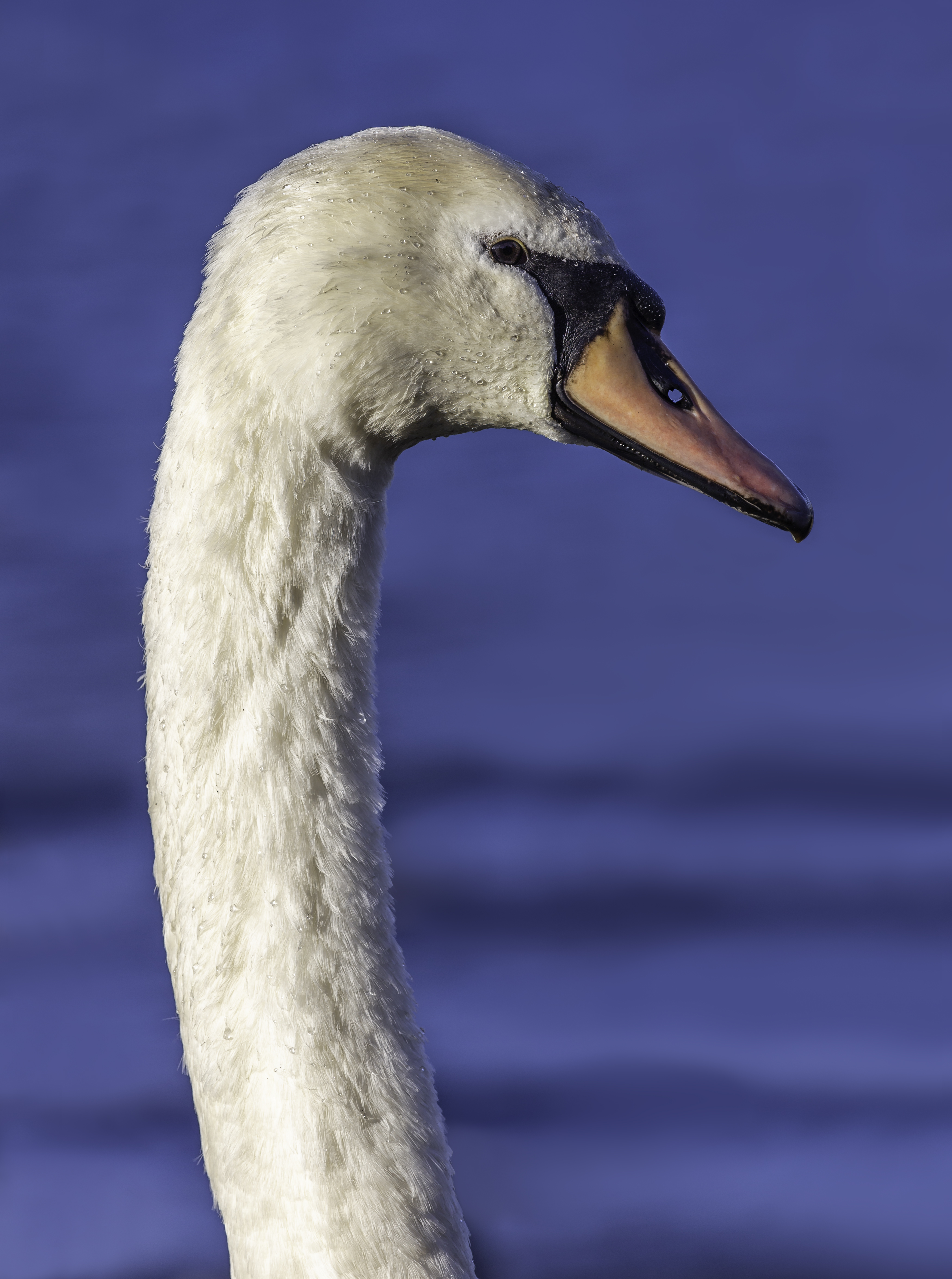
Portrét
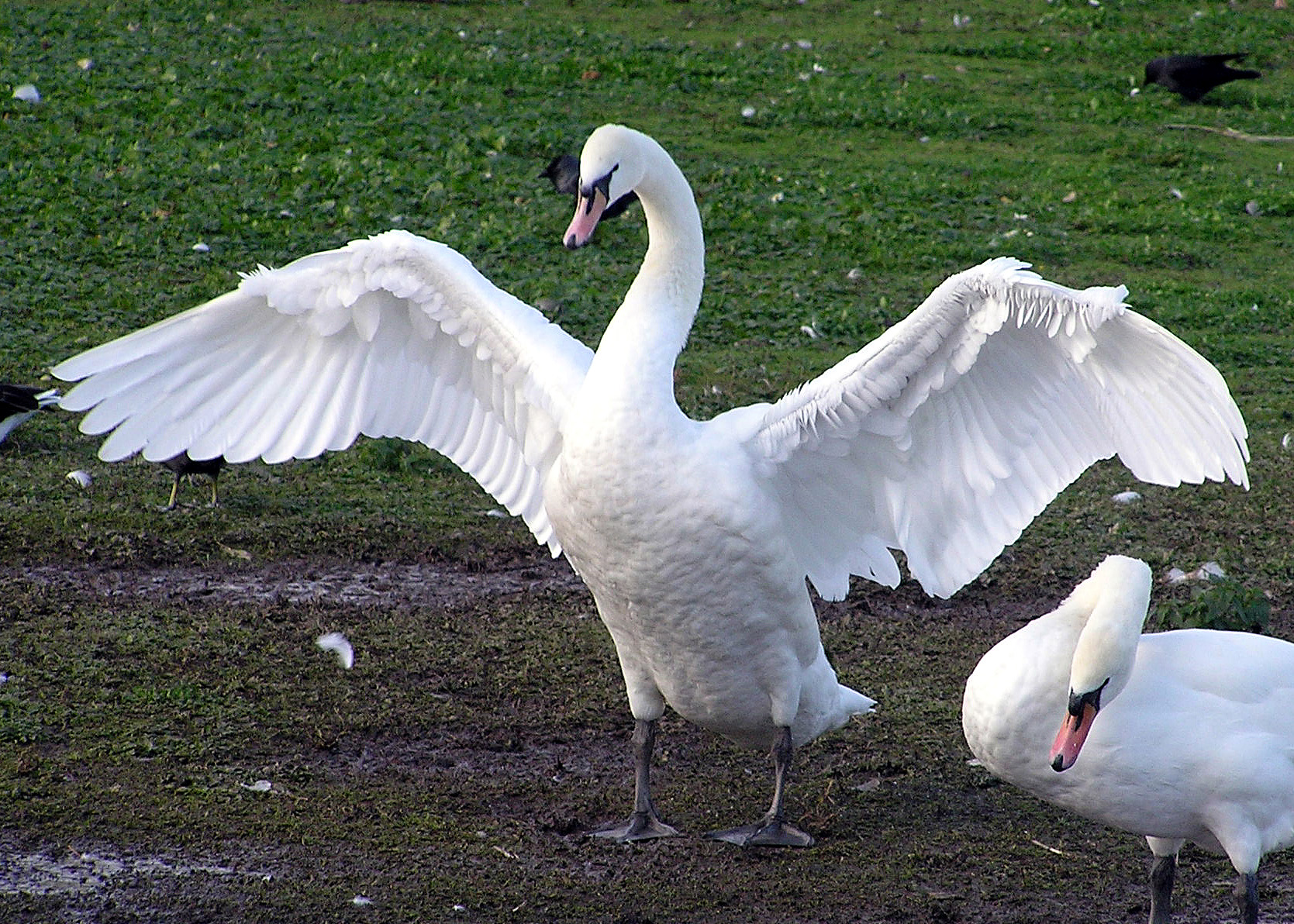
Labuť s roztaženými křídly
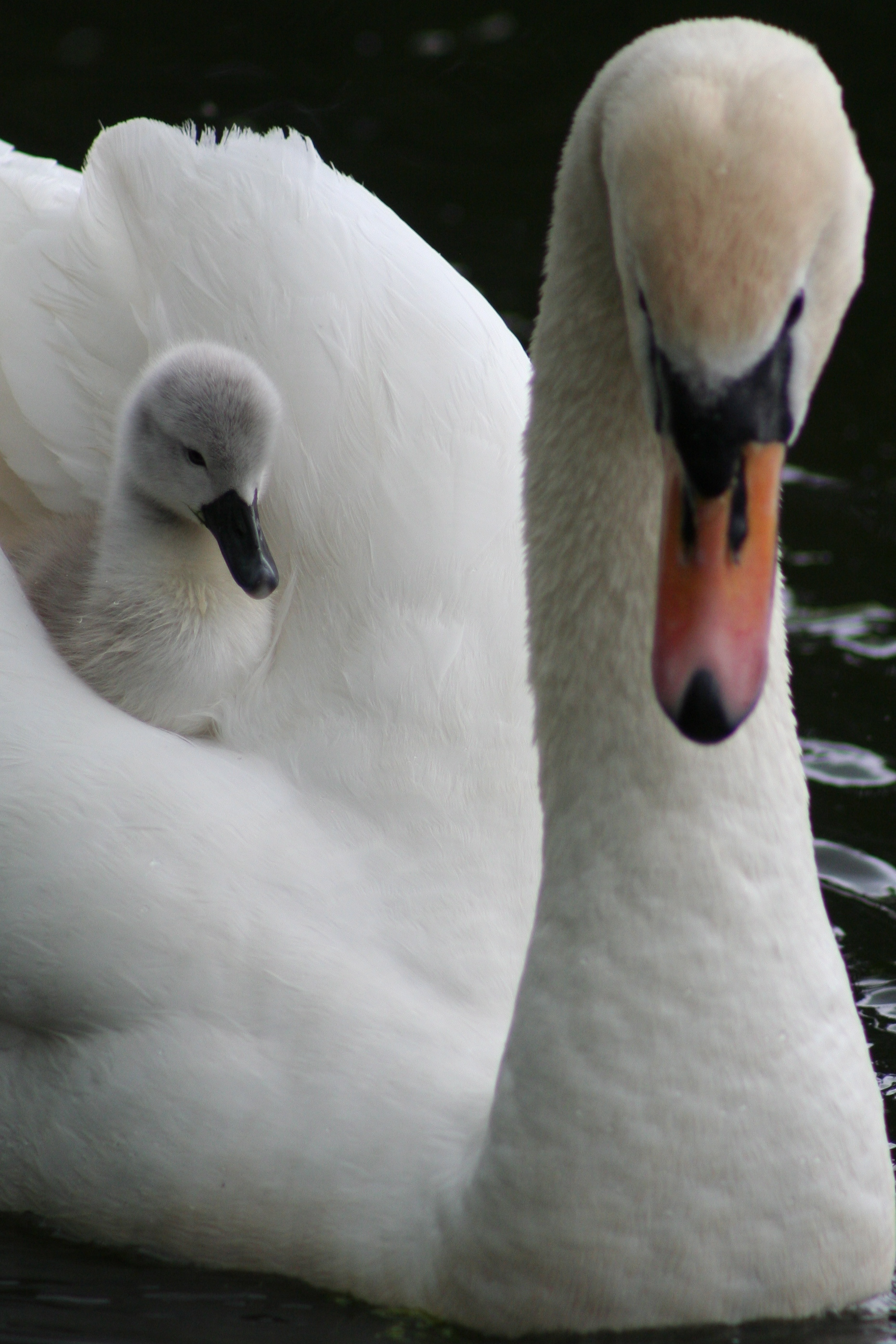
Samice s mládětem mezi křídly
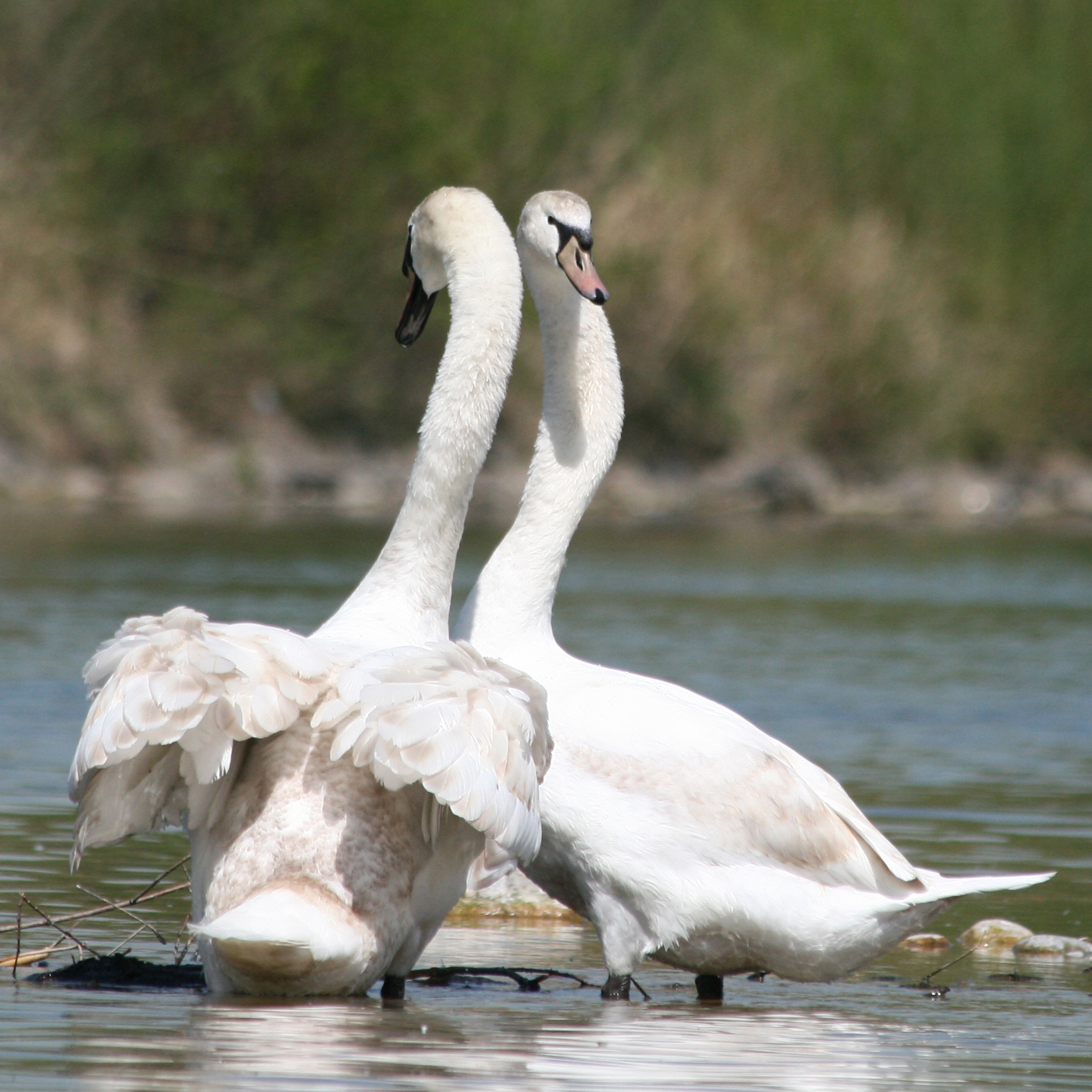
Pár labutí při námluvách
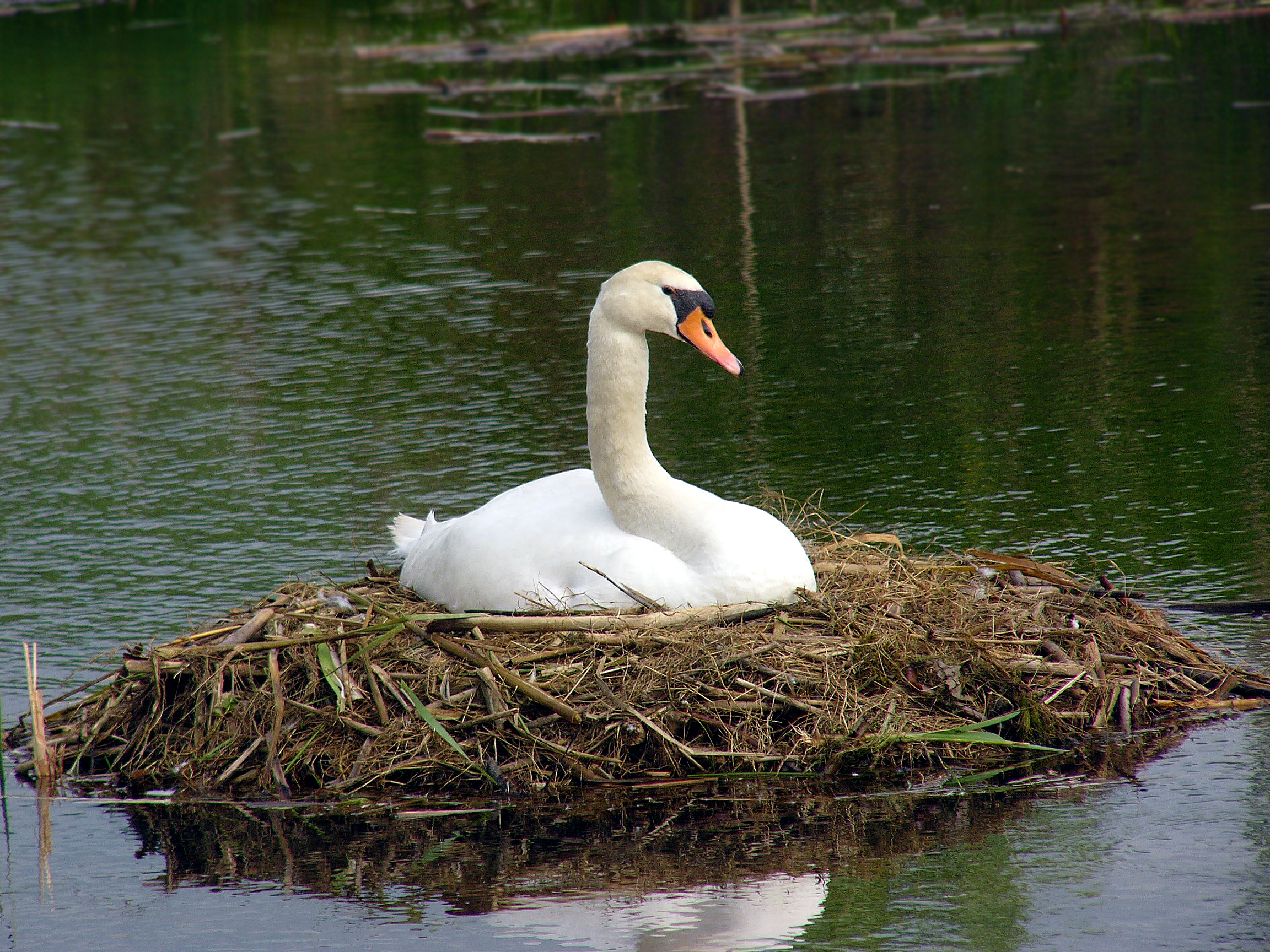
Samice na hnízdě
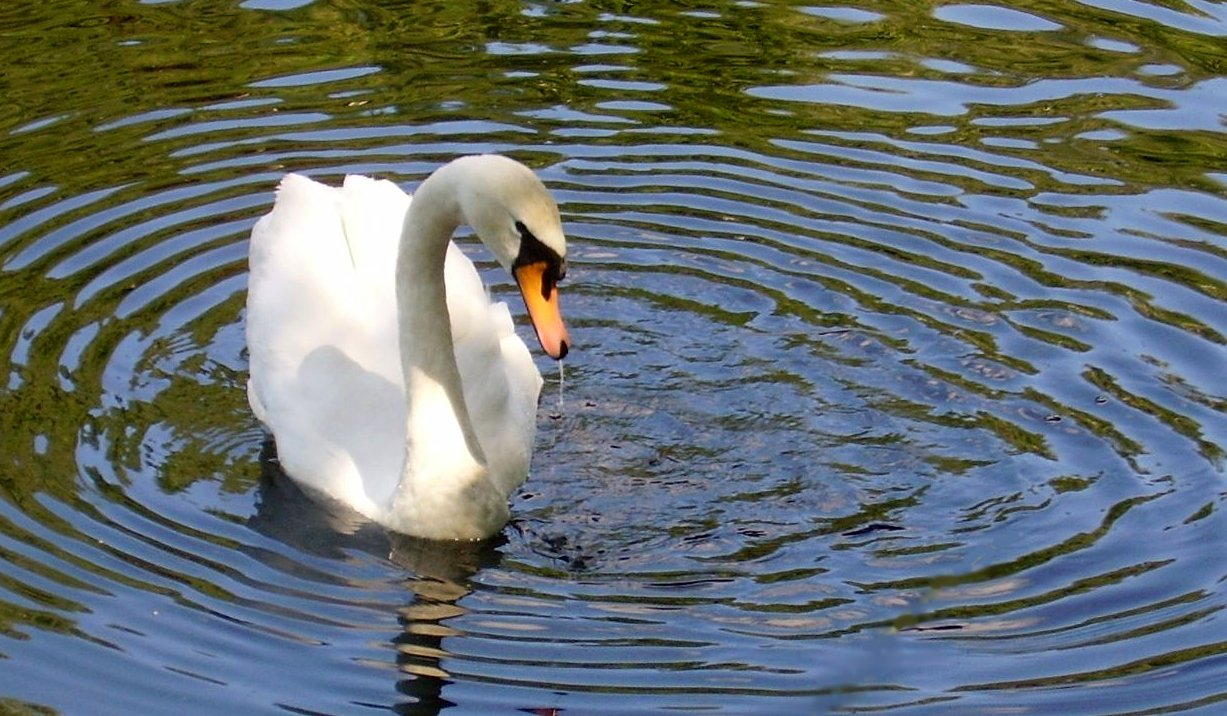
Samice
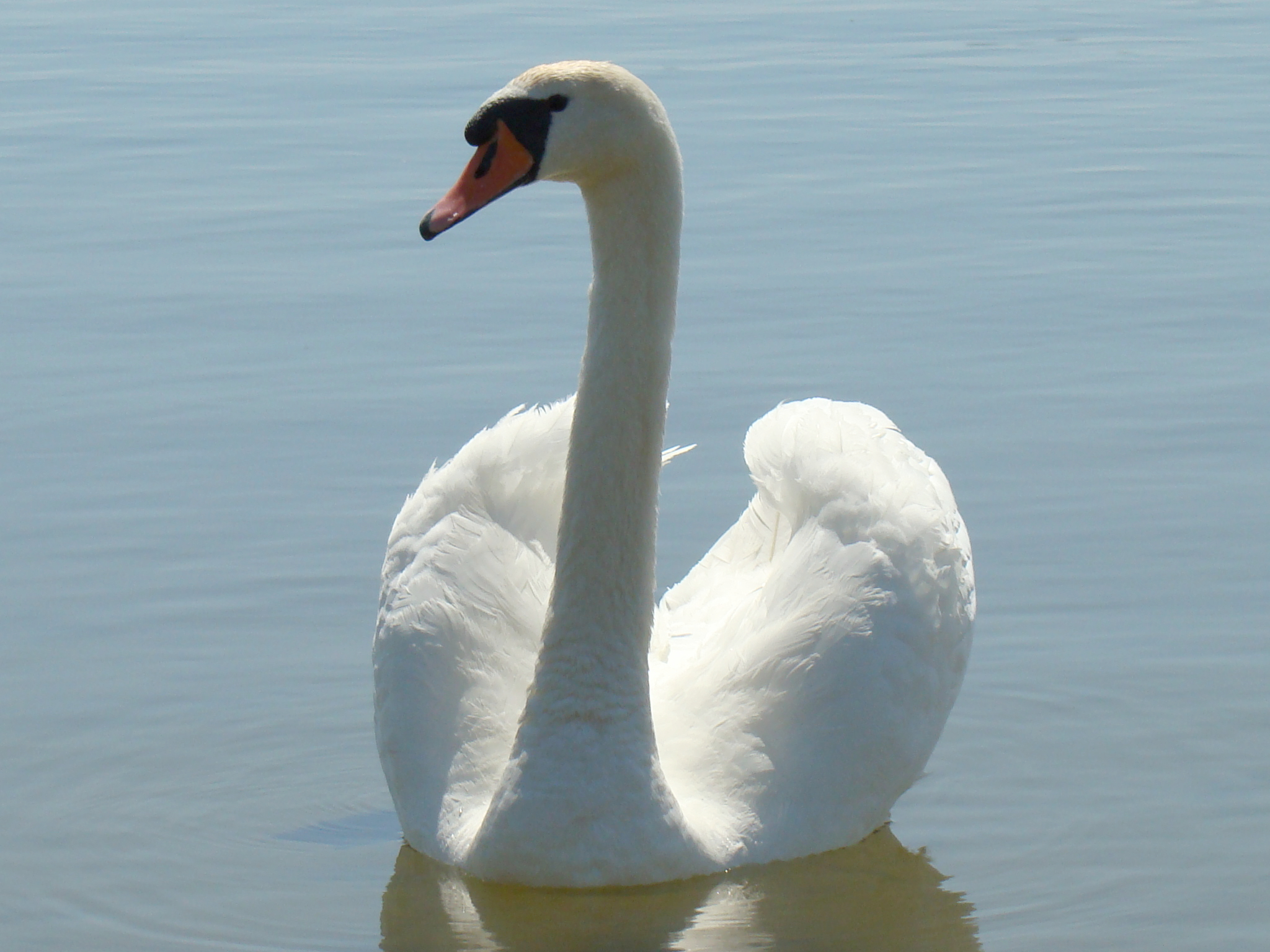
Samec
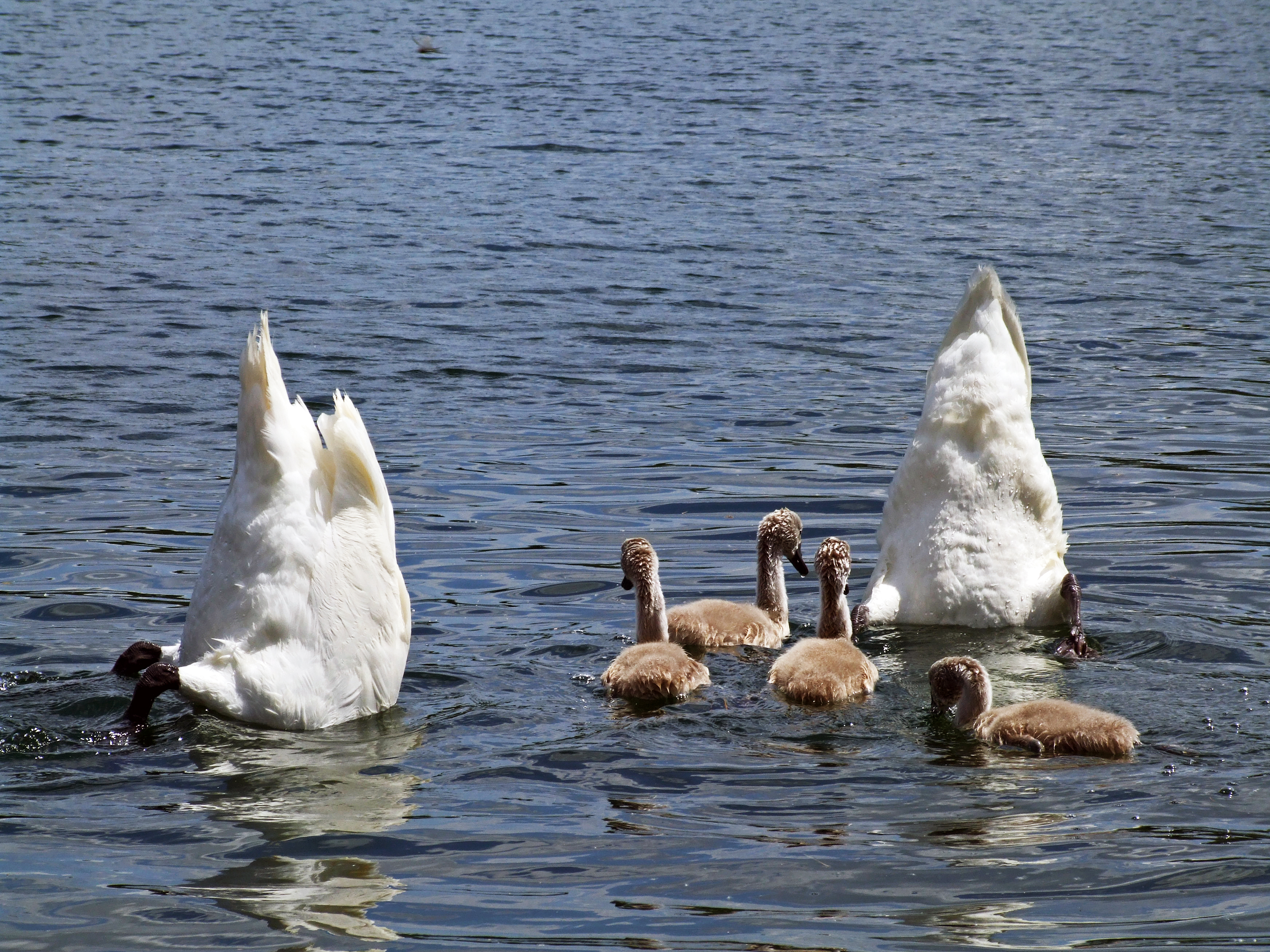
Labuť velká
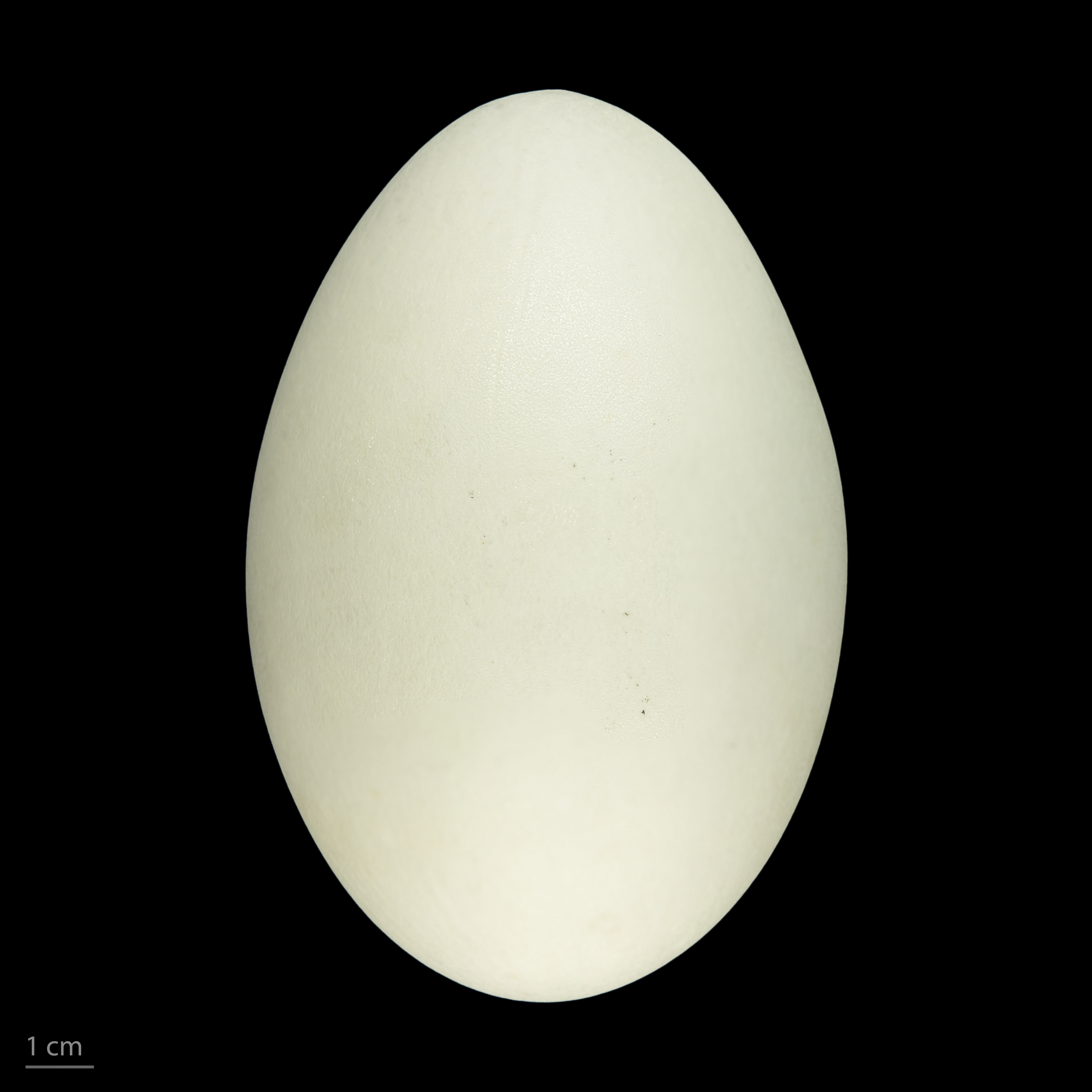
Labutí vejce